# Línea 125 (Tucumán)
La Línea 125 es una línea de colectivos interurbana operada por Tandilense S.R.L. Esta conecta las localidades de San Miguel de Tucumán y Banda del Río Salí del Gran San Miguel de Tucumán.

## Recorrido

### Ramal Banda del Río Salí- Santo Cristo- Barrio Santa Rosa[1][2][3]
Barrio Santa Rosa, Barrio Aeropuerto, Corrientes, Av. Mons. Jesús Díaz, Obispo Colombres, A. Vespucio, San Miguel, Av. Mons. Díaz, Paso de los Andes, Av. San Martín Este, 25 de Mayo, Av. J. María Paz, Av. Independencia, Congreso, Ruta 9, Pje. Ibatín, Av. San Martín Oeste, Av. B. Aráoz, Av. Soldati, Cuba, Av. Avellaneda, Av. Sáenz Peña, Lamadrid, La Rioja, Catamarca, Corrientes, Av. Avellaneda, Av. B. Aráoz, Terminal de Ómnibus, Av. Bdo Terán, Av. B. Aráoz, Av. San Martín Oeste, Av. Independencia, Av. José M. Paz, 25 de Mayo, Av. Mons. J. Díaz, San Miguel, A. Vespucio, Obispo Colombres, Av. Mons. J. Díaz, Corrientes, Barrio Aeropuerto, Barrio Santa Rosa.

## Lugares de Interés
- Parque 9 de julio
- Terminal de Ómnibus de San Miguel de Tucumán
- Facultad de Educación Física